# 2021 في السكك الحديدية
تهتم هذه القائمة بذكر الأحداث المتعلقة بالنقل بالسكك الحديدية والمقرر حدوثها في عام 2021. يرجى الانتباه إلى أن التواريخ الفعلية يمكن أن تختلف اختلافا كبيرا عما هو مذكور هنا.

## مايو
- الولايات المتحدة- من المقرر افتتاح الموصل الإقليمي في لوس أنجلوس.[1][2][3]

## سبتمبر
- كندا- من المقرر الانتهاء من مشروع إيجلتون للسكك الحديدية الخفيفة.[4]

## نوفمبر
- صربيا- من المقرر الانتهاء من مشروع سكة حديد بين ستارا بازوفا- نوفي ساد لبدء عملية عالية السرعة.

## أحداث لم يتم الإعلان عنها
- اسرائيل- من المقرر افتتاح الخط الأحمر لقطار تل أبيب الخفيف.
- المكسيك- من المتوقع افتتاح سكك حديدية بين تولوكا-مكسيكو سيتي.[5][6]
- الولايات المتحدة- من المتوقع أن تبدأ قطارات أرو في ريدلاندس، كاليفورنيا.[6][7]
- الولايات المتحدة- لاس فيجاس من المتوقع أن يبدأ قطار مونوريل العمل من محطة في ماندالاي باي كازينو.[8]
- الولايات المتحدة- من المقرر افتتاح خط سياتل.[9]
- الولايات المتحدة- من المتوقع أن تبدأ شركة أو إس ستريت كار العمل في مقاطعة أورانج بولاية كاليفورنيا.[10]
- الولايات المتحدة- من المتوقع أن البدء في عملية توسيع خطوط سان دييجو بولاية كاليفورنيا.[11]
- تايلاند- من المقرر بدأ تشغيل المرحلة الأولى من إتش إس إن الشمالية الشرقية.
- أندونيسيا- جاكرتا باندونغ من المقرر افتتاح خطوط نقل السكك حديدية عالية السرعة.

## وصلات خارجية
- مؤتمر السكك الحديدية عام 2021
- Rail Baltica to be designed by 2021 : The Baltic Course
- Rail transport revenue worldwide 2011-2021